# 井上雅雄 (経済学者)
井上 雅雄（いのうえ まさお、1945年9月13日 -　2019年 ）は、日本の労働経済学者。立教大学名誉教授。第二次世界大戦後の日本における労働組合運動を実証的に調査し、東宝争議などの研究に取り組んだ。

## 経歴
1964年、北海道から上京し法政大学経済学部に入学し、演出家志望で演劇活動に打ち込み、劇団人間座や劇団青俳に関わった。1968年に卒業し、高校教員を経て1972年に立教大学大学院経済学研究科に入学した。
1974年、立教大学大学院経済学研究科修士課程を修了し、東京大学大学院経済学研究科博士課程に進み、隅谷三喜男の指導を受ける。1978年から1982年まで、東京都立労働研究所研究員となり、戸塚秀夫ら東京大学社会科学研究所関係者を中心としたグループによる労働争議の現場に入っての労働調査に従事する。この間、1980年に大学院の籍を離れた。この頃から、破産宣告を受けた某メーカーにおいて労働組合が自主管理に取り組んでいた事例の調査に取り組むようになった。1982年に佐賀大学経済学部助教授となり、その後は1988年に新潟大学経済学部助教授、1990年同教授を経て、1991年、立教大学経済学部教授と移籍した。1991年に『日本の労働者自主管理』が刊行され、1992年には東京大学より博士（経済学）を取得した。
この頃、1989年の日本労働組合総評議会（総評）の解体、日本労働組合総連合会（連合）への移行という状況を受けて、高木郁朗を中心に『総評四十年史』（1993年）の企画が1990年に始まった。井上はこの編纂に参加し、戦後日本における労働戦線統一運動の変遷の研究に取り組んだ。その成果は、最終的に『社会変容と労働』（1997年）にまとめられた。この間、1995年にウェールズ大学客員研究員として渡英した。
以降は、東宝争議の研究に注力し、2007年に『文化と闘争』が刊行された。この間、2003年にシェフィールド大学客員研究員として再び渡英している。
立教大学経済学部で労働経済論などを講じたほか、2001年以降は「仕事と人生」という全学共通科目を担当したが、これは日本の大学としては初めてのキャリア教育科目の試みであった。2011年3月、立教大学を定年退職した。2019年逝去。

## おもな著書
- 井上雅雄『日本の労働者自主管理』東京大学出版会、1991年、315頁。ISBN 978-4130560375。
- 井上雅雄『社会変容と労働 「連合」の成立と大衆社会の成熟』木鐸社、1997年、416頁。ISBN 978-4833222525。
- 井上雅雄『文化と闘争 東宝争議1946-1948』新曜社、2007年、516頁。ISBN 978-4788510371。
- 井上雅雄『講義 仕事と人生』新曜社、2008年5月12日、200頁。ISBN 978-4788511040。
- 井上雅雄『戦後日本映画史―企業経営史からたどる』新曜社、2022年9月26日、512頁。ISBN  978-4788517813.